# Terrorismo extremista judaico
O Terrorismo extremista judaico é o terrorismo, incluindo o terrorismo religioso, cometido por extremistas dentro do judaísmo.

## História

### Zelotismo no século I
De acordo com Mark Burgess (analista de pesquisa do Centro de Informações de Defesa), o movimento político e religioso judaico do século I chamado Zelotes foi um dos primeiros exemplos do uso do terrorismo pelos judeus. Eles procuraram incitar o povo da Judéia a se rebelar contra o Império Romano e expulsá-lo de Israel pela força das armas. O termo Zelote, em hebraico kanai, significa aquele que é zeloso em nome de Deus. Os grupos mais extremistas de zelotes eram chamados de Sicarii. Os sicários usaram táticas violentas e furtivas contra os romanos. Sob os mantos escondiam sicae, pequenas adagas, das quais receberam o nome. Nas assembleias populares, particularmente durante a peregrinação ao Monte do Templo, esfaqueavam os seus inimigos (romanos ou simpatizantes romanos, herodianos), lamentando ostensivamente após o feito de se misturarem na multidão para escaparem à detecção. Num relato, apresentado no Talmud, os sicários destruíram o abastecimento de alimentos da cidade para que o povo fosse forçado a lutar contra o cerco romano em vez de negociar a paz. Os sicários também invadiram habitações judaicas e mataram outros judeus que consideravam apóstatas e colaboradores.

## A partir de 1948
O terrorismo judaico em Israel existiu durante alguns anos durante a década de 1950 e foi dirigido a alvos judeus-israelenses internos, e não à população árabe israelita. Houve então um longo intervalo até a década de 1980, quando a Resistência Judaica foi exposta. O fenômeno dos ataques às etiquetas de preços começou por volta de 2008. Trata-se de crimes de ódio cometidos por colonos extremistas israelitas judeus que geralmente envolvem a destruição de propriedades ou pichações odiosas, visando particularmente propriedades associadas a árabes, cristãos, israelitas seculares e soldados israelitas. O nome foi derivado das palavras "Etiqueta de preço" que podem estar rabiscadas no local do ataque - com a alegação de que o ataque foi um "preço" para os assentamentos que o governo os forçou a desistir e a se vingar dos ataques palestinos aos colonos.
Os pesquisadores Ami Pedahzur e Arie Perliger sugeriram que existem semelhanças entre os terroristas religiosos judeus e as redes de jihad nas democracias ocidentais, entre elas: alienação e isolamento dos valores da maioria, da cultura dominante, que eles veem como uma ameaça existencial à sua própria comunidade; e que a sua ideologia não é exclusivamente “religiosa”, pois também tenta alcançar objetivos políticos, territoriais e nacionalistas (por exemplo, a ruptura dos acordos de Camp David). No entanto, os mais recentes destes grupos judaicos tendem a enfatizar os motivos religiosos para as suas ações em detrimento dos seculares. No caso do terrorismo judaico no Israel moderno, a maioria das redes consiste em sionistas religiosos e judeus ultraortodoxos que vivem em comunidades isoladas e homogéneas. No entanto, ao contrário das redes de jihad, os terroristas judeus não se envolveram em ataques com vítimas em massa, com excepção de Baruch Goldstein.
O Shin Bet reclamou que o governo israelense é muito brando ao lidar com o extremismo religioso de extremistas judeus que querem a criação de uma terra judaica baseada na halacha, leis religiosas judaicas. Diz o Haaretz: "O Shin Bet reclamou que os tribunais são muito brandos, especialmente na aplicação contra aqueles que violam ordens de restrição que os distanciam da Cisjordânia ou restringem seus movimentos. O Shin Bet apoia a posição do Ministro da Defesa, Moshe Ya'alon, que apelou ao uso limitado da detenção administrativa contra terroristas judeus."  As agências israelenses que controlam os grupos terroristas religiosos dizem que eles são "anarquistas" e "antisionistas", motivados a derrubar o governo de Israel e criar um novo "reino" israelense que operaria de acordo com a halacha (lei judaica)). Uma semana após os ataques de julho de 2015, foi aprovada a detenção administrativa para suspeitos de terrorismo judeus.

### Grupos terroristas
Os seguintes grupos foram considerados organizações terroristas religiosas em Israel (em ordem cronológica por ano de criação):
- Brit HaKanaim ( בְּרִית הַקַנַאִים "Aliança dos Zelotes") foi uma organização religiosa judaica clandestina radical que operou em Israel entre 1950 e 1953, contra a tendência generalizada de secularização no país. O objetivo final do movimento era impor a lei religiosa judaica no Estado de Israel e estabelecer um Estado haláchico.[10]

### Indivíduos
Vários atos violentos cometidos por judeus foram descritos como terrorismo e atribuídos a motivações religiosas. Os seguintes são os mais notáveis:
- Baruch Goldstein, um médico israelense nascido nos Estados Unidos, perpetrou em 1994 o que ficou conhecido como o massacre da Caverna dos Patriarcas na cidade de Hebron, no qual atirou e matou 29 fiéis muçulmanos dentro da Mesquita Ibrahimi (dentro da Caverna dos Patriarcas) e feriu outras 125 pessoas.[12] Goldstein foi morto pelos sobreviventes.[13] Goldstein apoiava Kach, um partido político israelense fundado pelo Rabino Meir Kahane que defendia a expulsão dos árabes de Israel e dos Territórios Palestinos. Após o ataque de Goldstein e as declarações de Kach elogiando-o, Kach foi proibido em Israel.[14]